# Nicole Duclosová
Nicole Duclosová (* 15. srpna 1947 Périgueux) je bývalá francouzská atletka, která se v roce 1969 v Athénách stala mistryní Evropy v běhu na 400 metrů.
Na mistrovství Evropy v Athénách v roce 1969 doběhla do cíle závodu na 400 metrů současně se svojí krajankou Colette Bessonovou. Obě vytvořily nový světový rekord časem 51,70. Podle cílové fotografie zvítězila Duclosová a stala se mistryní Evropy. Ve štafetě na 4 × 400 metrů naopak díky cílové fotografii zvítězila britská štafeta před francouzskou, ve které startovala také Duclosová. Britská štafeta přitom vytvořila nový světový rekord 3:30,82, francouzské kvarteto mělo čas o 3 setiny sekundy horší.
Duclosová byla úspěšná také na evropských halových šampionátech. V roce 1970 ve Vídni zvítězila spolu s kolegyněmi ve štafetě 1-2-3-4 kola. O dva roky později v Grenoblu získala bronzovou medaili ve štafetě na 4 x 2 kola. Medaili o jeden stupeň cennější – stříbrnou – získala ve stejné disciplíně na halovém mistrovství Evropy v roce 1973.
Startovala rovněž na olympiádě v Mnichově v roce 1972, postoupila do semifinále běhu na 400 metrů, francouzská štafeta na 4 × 400 metrů skončila čtvrtá.